# Беуно Клинногский
Беуно (умер ок. 640 или 660 года) — святой игумен Клинногский. Католический день памяти — 21 апреля. В Русской православной церкви его память совершается в Третью неделю по Пятидесятнице, в день празднования Собора Британских и Ирландских святых.

## Житие

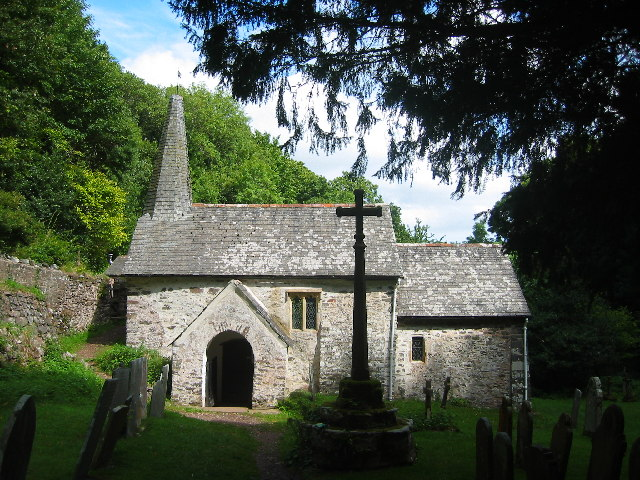
Храм св. Беуно в Кульбоне

Святой Беуно (Beuno) родился в королевстве Поуис, предположительно в Беррью (Berriew). Он был внуком тамошнего принца. По другой версии, он был сыном святого Буги/Хиуги, который в свою очередь был сыном Гвинлиу Бородатого. Его имя (Bou[g]nou на староваллийском, происходящее, несомненно, от кельтского Bou[o]-gnāw- — Knowing Cattle) может встречаться в английском как Bono или в латинизированном виде как Bonus.
После получения образования и рукоположения в монастыре Бангор (Bangor-on-Dee), что на севере Уэльса, он стал активным проповедником. Кадван, король Гвинеда был его щедрым благотворителем. Кадваллон, сын Кадвана и его преемник, обманул Беуно относительно некоторых земельных владений, что было доказано на священном судебном разбирательстве. Тогда кузен Кадваллона Гведдеинт (Gweddeint), в порядке компенсации, «отдал Богу и Беуно навечно городок», где святой около 616 года основал монастырь Клинног Фавр (Clynnog Fawr), что в Карнарвоншире (Carnarvonshire) на полуострове Ллин.
Беуно стал опекуном своей племянницы, девы Винифреды (Winefride), которую, по преданию, он воскресил к жизни после усечения мечом.
Он неустанно укреплял борющихся с грехом и был полон сострадания к бедствующим.

## Почитание
Одиннадцать храмов носят имя св. Беуно за его ни с чем несравненную ревность о Господе, среди которых находится монастырь в Клинноге, другой храм находится в Кульбоне (Culbone) на побережье Сомерсета.
Баринг-Гульд и Фишер (Baring-Gould & Fisher) ставят его память на 21 апреля 640 года. В современном церковном календаре для Уэльса он поминается 20 апреля, в то время как 21 апреля поминается св. Ансельм.
Святой Беуно не включён в Римский мартиролог, издание 2004 года на Beu- или в латинизированном виде, как Bonus.